# Átviteli függvény
Az átviteli függvényeket az irányításelméletben és a rendszertechnikában használják a rendszerek bemenete, illetve kimenete közötti kapcsolat megadására, azaz gyakorlatilag egy rendszermodelltípus. Az átviteli függvények általában Laplace-transzformált- vagy z-tartományon értelmezett függvények, és értékük a transzformált kimeneti és bementi függvény hányadosával egyenlő.
Az átviteli függvények az egy bemenetű, egy kimenetű rendszerek leírására használatosak.

## Az átviteli függvények származtatása
Az átviteli függvényeket az egy bemenetű, egy kimenetű időben folytonos, illetve időben diszkrét kimenet-bemenet modellekből lehet származtatni.

### Időben folytonos modellből történő származtatás
Az időtartományon folytonos bemenet-kimenet modell általában differenciálegyenletet, vagy differenciálegyenleteket takar, melyeknek időtartományon történő megoldása nehézkes, vagy nem is lehetséges. Azonban ha ezen differenciálegyenleteket Laplace-transzformáljuk, a transzformáció tulajdonságaiból kifolyólag algebrai egyenleteket kapunk, melyeket lényegesen könnyebb kezelni.
Folytonos, egy bemenetű, egy kimenetű bemenet-kimenet modell általános alakja:
| {\displaystyle \sum _{i=0}^{n}{a_{n-i}{\frac {d^{i}y}{dt^{i}}}}=\sum _{j=0}^{m}{b_{m-j}{\frac {d^{j}u}{dt^{j}}}}} |

Az egyenlet mindkét oldalán Laplace-transzformációt kell végrehajtanunk:
| {\displaystyle {\mathcal {L}}{\Bigg \{}\sum _{i=0}^{n}{a_{n-i}{\frac {d^{i}y}{dt^{i}}}}{\Bigg \}}={\mathcal {L}}{\Bigg \{}\sum _{j=0}^{m}{b_{m-j}{\frac {d^{j}u}{dt^{j}}}}{\Bigg \}}} |

| {\displaystyle \sum _{i=0}^{n}{a_{n-i}s^{i}Y(s)}=\sum _{j=0}^{m}{b_{m-j}s^{j}U(s)}} |

A következő lépés az átviteli függvény, azaz a transzformált kimeneti függvény és a transzformált bemeneti függvény hányadosának felírása:
| {\displaystyle G(s)={\frac {Y(s)}{U(s)}}={\frac {\sum _{j=0}^{m}{b_{m-j}s^{j}}}{\sum _{i=0}^{n}{a_{n-i}s^{i}}}}} |

Az egy bemenetű, egy kimenetű, időben folytonos bemenet-kimenet modellnek megfelelő átviteli függvény. Ehhez hasonlóan más folytonos modellek átviteli függvényei is felírhatók.

### Időben diszkrét modellből történő származtatás
Az egy bemenetű, egy kimenetű időben diszkrét bemenet-kimenet modell differenciaegyenletének általános alakja:
| {\displaystyle \sum _{i=0}^{n}{a_{n-i}y_{k-i}}=\sum _{j=0}^{m}{b_{m-j}u_{k-j}}} |

Az időben diszkrét modellek esetében a z-transzformáció áll rendelkezésre, ezt kell elvégezni a differenciaegyenlet mindkét oldalán:
| {\displaystyle {\mathcal {Z}}{\Bigg \{}\sum _{i=0}^{n}{a_{n-i}y_{k-i}}{\Bigg \}}={\mathcal {Z}}{\Bigg \{}\sum _{j=0}^{m}{b_{m-j}u_{k-j}}{\Bigg \}}} |

| {\displaystyle Y(z^{-1})\sum _{i=0}^{n}{a_{n-i}z^{-i}}=U(z^{-1})\sum _{j=0}^{m}{b_{m-j}z^{-j}}} |

Ezután, az időben folytonos esethez hasonlóan felírható az átviteli függvény, a transzformált kimeneti függvény és a transzformált bemeneti függvény hányadosa:
| {\displaystyle G(z^{-1})={\frac {Y(z^{-1})}{U(z^{-1})}}={\frac {\sum _{j=0}^{m}{b_{m-j}z^{-j}}}{\sum _{i=0}^{n}{a_{n-i}z^{-i}}}}} |

Az időben diszkrét rendszerek átviteli függvényét impulzusátviteli függvénynek is nevezik.

## Az átviteli függvények tulajdonságai
A fenti levezetésekből látható, hogy az átviteli függvények gyakran polinomok hányadosaiként, illetve polinomok hányadosainak számszorosaként állnak elő. Ezekben az esetekben a számlálóban szereplő polinom gyökeit zérusoknak, a nevezőben szereplő polinom gyökeit pedig pólusoknak nevezzük.

## Néhány gyakori rendszermodellhez tartozó átviteli függvény
Elsőrendű, időben folytonos rendszer átviteli függvénye
| {\displaystyle G(s)={\frac {K}{Ts+1}}} |

Elsőrendű, időben folytonos holtidős rendszer átviteli függvénye
| {\displaystyle G(s)={\frac {K}{Ts+1}}e^{-T_{H}s}} |

Másodrendű, időben folytonos rendszer átviteli függvénye
| {\displaystyle G(s)={\frac {K}{(T_{1}s+1)(T_{2}s+1)}}} |

Elsőrendű, időben diszkrét rendszer átviteli függvénye
| {\displaystyle G(z^{-1})={\frac {b_{1}z^{-1}}{1+a_{1}z^{-1}}}} |